# 盛世危言
《盛世危言》，是中國近代思想家鄭觀應的重要著作，於清光緒十九年（1893年）正式出版，版本多達二十。書中封面題：“首為商戰鼓與呼”，內容包括了建設現代國家和解決當日危難的所有問題。其內容明確提出仿照西方國家法律，設立議院，實行君主立憲，指出國弱民窮根源乃在於專制政治。
鄭觀應自隱居澳門後，致力擴編1873年完成的《救世揭要》和1880年的《易言》，結果於光緒十八年（1892年）完成深具影響力的《盛世危言》。其後，鄭觀應按當時中國的形勢變化，一再增補內容。因應中日甲午戰爭和義和團運動時期的形勢，8卷本的《盛世危言增訂新編》於光緒二十六年編成。該著作被重印20餘次，乃中國近代出版史上版本最多的書。

## 文本
現今最具權威性和代表性的《盛世危言》文本，分別是光緒二十年（1894年）的5卷本、光緒二十一年（1895年）的14卷本《盛世危言增訂新編》和光緒二十六年（1900年）的8卷本《盛世危言增訂新編》。近代，研究鄭觀應的專家夏東元教授所編的《鄭觀應集》，當中《盛世危言》文本乃其上三個權威性版本之綜合本，共115篇文章。而最早的《盛世危言》5卷本包括57篇文章，其標題分別如下：

| - 《道器》 - 《学校》 - 《西学》 - 《女教》 - 《考试上》 - 《考试下》 - 《藏书》 - 《议院》 - 《日报》 - 《吏治上》 - 《吏治下》 - 《游历》 - 《公法》 - 《通使》 - 《禁烟上》 | - 《禁烟下》 - 《传教》 - 《贩奴》 - 《交涉》 - 《书吏》 - 《廉俸》 - 《建都》 - 《教养》 - 《训俗》 - 《狱囚》 - 《医道》 - 《善举》 - 《税则》 - 《国债》 - 《商战》 | - 《商务》 - 《铁路》 - 《电报》 - 《邮政上》 - 《邮政下》 - 《银行上》 - 《银行下》 - 《铸银》 - 《开矿》 - 《纺织》 - 《技艺》 - 《赛会》 - 《农功》 - 《垦荒》 - 《旱潦》 | - 《治河》 - 《防海上》 - 《防海下》 - 《防边上》 - 《防边中》 - 《防边下》 - 《练兵》 - 《水师》 - 《船政》 - 《民团》 - 《火器》 - 《弭兵》 |

## 影響
《盛世危言》問世之時，正值中日甲午戰爭一觸即發之時，國內的民族危機感極重，該書出版後隨即轟動社會及以極快的速度傳播。據說《盛世危言》亦曾呈給光緒帝，光緒帝下旨「飭總署刷印二千部，分送臣工閱看」。該著作被當時人稱為「醫國之靈柩金匱」，推動洋務運動的張之洞亦評“上而以此辅世，可为良药之方；下而以此储才，可作金针之度。”由此，可窺見該書對治理國家之價值。《盛世危言》乃中日甲午戰爭前著名的政治改良論著。
除清朝社會外，著作對其後的社會亦產生廣泛影響。《盛世危言》的出版，其中對清末的維新派和革命派具承先啟後的作用，亦為1898年開始的百日維新奠下重要根基。蔡元培於《蔡元培年譜》評價該書:“以西制為質，而集古籍及近世利病發揮之。時之言變法者，條目略具矣”。受鄭觀應和《盛世危言》影響的著名人士，其中包括康有為、梁啟超、孫中山、毛澤東等。《西行漫記》記述毛澤東在1936年曾回憶自己青年時閱讀該書的感想：「這本書我非常喜歡。作者是一位老派改良主義學者，以為中國之所以弱，在於缺乏西洋的器械——鐵路、電話、電報、輪船。」實際上，《盛世危言》所提出的革新觀念和「以商立國」的商戰理論，對中國近代思想史及商業發展起了深遠的影響。

## 外部連結
- 盛世危言 郑观应 （页面存档备份，存于），中央电视台科学·教育频道(CCTV-10)《探索·发现 》
- 《盛世危言》中的招商局，招商局史研究会